# Indigoblomstickare
Indigoblomstickare (Diglossa indigotica) är en fågel i familjen tangaror inom ordningen tättingar.

## Utseende
Indigoblomstickare är en liten och aktiv sångarliknande tätting med den för släktet typiska uppböjda och krokförsedda näbben, lite som en burköppnare. Fjäderdräkten är helt ultramarinblå, men kan i dåligt ljus verka mörk. Tydligaste kännetecken är det genomträngande röda ögat. 

## Utbredning och systematik
Fågeln förekommer i Anderna i västra Colombia och nordvästra Ecuador (söderut till Pichincha). Den behandlas som monotypisk, det vill säga att den inte delas in i några underarter.

## Levnadssätt
Indigoblomstickare hittas i Andernas subtropiska zon. Där ses den enstaka eller i par, födosökande i alla skikt i skogar och skogsbryn. Den slår ofta följe med kringvandrande artblandade flockar.

## Status
Trots det begränsade utbredningsområdet och att den tros minska i antal anses beståndet vara livskraftigt av internationella naturvårdsunionen IUCN.